# De västsahariska flyktinglägren i Tindouf

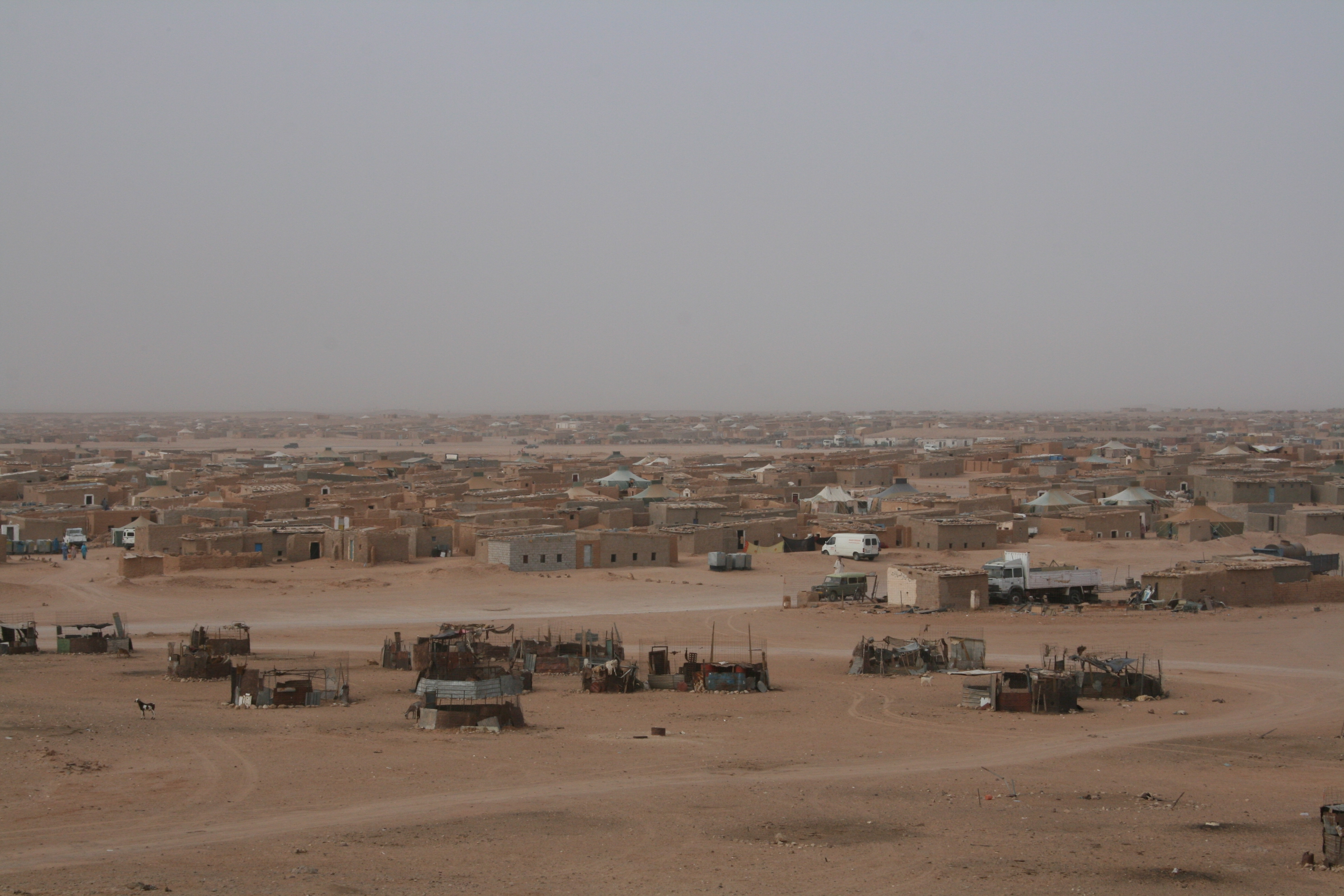
Flyktinglägret al-Ayun, 2009

Tindouf ligger i Algeriet, längst upp i bildens östra hörn.
Gult markerar området kontrollerat av den västsahariska republiken. Övriga delar av Västsahara är under marockansk ockupation.

De västsahariska flyktinglägren i Tindouf började anläggas i slutet av 1975, när Marocko och Mauretanien invaderade Västsahara och tiotusentals västsaharier flydde till Algeriets Tindoufprovins, där de fortfarande bor i flyktingläger inom egenkontrollerade områden. Dit förlades också Polisarios högkvarter, liksom strax därefter regeringen för den västsahariska statsbildningen, Sahariska arabiska demokratiska republiken (SADR).

## Organisation
Det finns fyra huvudläger, med namn efter städer i det ockuperade Västsahara: al-Ayun, Smara, al-Dakhla och Awsard, vilka byggdes med avstånd från varandra med tanke på risken för marockanska flyganfall.
Varje huvudläger har en guvernör i ledningen. I den västsahariska administrativa indelningen är varje läger en så kallad wilayah, vilket egentligen motsvarar ungefär en provins, och varje wilayah har i sin tur omkring sju daira, motsvarande distrikt.
Därutöver finns 27 februari-lägret, som är betydligt mindre och centrerat kring en internatskola för kvinnor, varifrån det lägret också administreras. Slutligen finns i Rabuni Polisarios och SADR:s ledning samlad, det vill säga de västsahariska myndigheterna, som också administrerar flyktinglägren.
Det är oklart hur många västsahariska flyktingar som befinner sig i dessa läger; algeriska myndigheter har uppgett siffran 165 000, medan FN:s flyktingkommissariat (UNHCR) i sin planering för 2015 räknade med 90 000 hjälpbehövande flyktingar, samtidigt som man efterlyste en noggrannare räkning av antalet.
Flyktingarna är beroende av bistånd från det internationella samfundet för sin överlevnad; de bor i ett område av Saharas öken som aldrig tidigare varit bebott, med mycket heta somrar och kalla vinternätter. FN:s WFP (World Food Programme) och UNHCR organiserar delar av biståndet, men administrationen sköts av Polisario. I flyktinglägren finns utbildning för alla barn och ungdomar i minst sex år. För vidare studier fortsätter många studera i Algeriet. Sjukhus och vårdinrättningar finns också i flyktinglägren men det råder ständigt brist på det mesta.